# Garfield mókatára
A Garfield mókatára (eredeti cím: Garfield's Fun Fest) 2008-ban megjelent amerikai 3D-s számítógépes animációs film, amely Jim Davis Garfield alkotása alapján készült. Az animációs játékfilm rendezői Mark A. Z. Dippé és Eondeok Han, producere John Davis, zeneszerzője Kenneth Burgomaster. A videofilm a Davis Entertainment, a Paws Inc. és a The Animation Picture Company gyártásában készült, a 20th Century Fox forgalmazta. Műfaja fantasy filmvígjáték.
Amerikában 2008. augusztus 5-én adták ki DVD-n

## Szereplők
| Szereplő           | Hang              |
| ------------------ | ----------------- |
| Garfield           | Frank Welker      |
| Kifutó manó        | Frank Welker      |
| Támasz fiú         | Frank Welker      |
| Leonard            | Frank Welker      |
| Jeff               | Frank Welker      |
| Freddy Frog        | Tim Conway        |
| Roger              | Tim Conway        |
| Marra Tor          | Tim Conway        |
| Kapuőr             | Tim Conway        |
| Ubul (Odie)        | Gregg Berger      |
| Jon Arbuckle       | Wally Wingert     |
| Heléna (Arlene)    | Audrey Wasilewski |
| Zelda              | Audrey Wasilewski |
| Medve mama         | Audrey Wasilewski |
| Billy, a medve     | Fred Tatasciore   |
| Junior Medve       | Fred Tatasciore   |
| Tapsifüles, a nyúl | Stephen Stanton   |
| Stanislavsky       | Stephen Stanton   |
| Bonita             | Jennifer Darling  |
| Betty              | Jennifer Darling  |
| Bonnie medve       | Jennifer Darling  |
| Wally              | Neil Ross         |
| Charles            | Neil Ross         |
| Eli                | Greg Eagles       |
| Nermal             | Jason Marsden     |